# Abbatiale Saint-Maurice-d'Agaune de Saint-Maurice
L’église abbatiale de Saint-Maurice ou basilique Saint-Maurice fait partie de l’abbaye territoriale de Saint-Maurice d'Agaune, en Valais, en Suisse. Destinée à abriter les reliques de saint Maurice d'Agaune et de la Légion thébaine, elle est un lieu de pèlerinage depuis que le roi burgonde Sigismond a fait reconstruire, en 515, l’église primitive abritant les restes de ces martyrs. L'ensemble résulte de transformations successives effectuées par la suite.

## Histoire
L’église actuelle s’élève à proximité du Martolet, site archéologique découvert immédiatement au pied de la falaise. Six églises successives s’y sont succédé au fil des siècles. Les premières traces d’occupation remontent à fin du IIe siècle de notre ère, au voisinage d’une source sacrée de l’époque romaine, comme en témoigne un autel consacré aux Nymphes, découvert en 1947. Là, se développe bientôt une nécropole autour de la sépulture d’un personnage important non encore identifié. Dès le deuxième quart du IVe siècle, un mausolée familial est établi au-dessus de cette tombe, bientôt transformé en oratoire.
C’est donc là que Théodore, premier évêque du Valais, fait élever, vers 380, une première église en l’honneur des martyrs thébains. Selon une ancienne légende transmise au milieu du Ve siècle par l’évêque de Lyon Eucher, dans sa ‘’Passion des martyrs d’Agaune’’, cette légion romaine, dont les soldats d’origine égyptienne avaient adopté la religion chrétienne de tradition copte, auraient été massacrés en raison de leur foi entre 285 et 306. Théodore a fait relever les restes découverts à l’emplacement de leur martyre, un peu plus au sud de l’abbaye, au lieu-dit Vérolliez et rapidement, le site voit affluer les fidèles et l’église est reconstruite et agrandie à plusieurs reprises. Un développement important intervient avec la fondation de l’abbaye, en 515, par saint Sigismond, et l’érection d’une troisième église au Martolet, dotée d’un chevet plus spacieux.
Vers la fin du VIe siècle, une quatrième église, toujours plus grande, est érigée sur le site ; elle nécessite de nouvelles fondations sur tout son pourtour, et la création d’un nouveau couloir d’accès voûté (lactuel couloir dit des catacombes), faiblement éclairé par de petites fenêtres. Vers 775, le chevet de cette église est repris avec la construction d’une crypte à couloir semi-circulaire, dans laquelle est installé le tombeau-reliquaire de saint Maurice.
Un siècle plus tard, un nouveau grand chantier inverse l’orientation de l’église, dont le nouveau chœur, surélevé sur une crypte à couloir, se trouve désormais à l’ouest. Cette disposition est caractéristique des églises de pèlerinage de l’époque carolingienne, et l’on y déplace une fois de plus les reliques des martyrs. L’occidentalisation de l’édifice la rapproche du type de la basilique Saint-Pierre de Rome.
À la fin du Xe siècle, l’église reste un lieu à vocation funéraire, comme le montrent les nombreuses sépultures établies autour de l’abside et dans la nef, mais aussi dans le couloir d’accès. L’église du Martolet se termine à l’est par un clocher-porche du XIIe siècle.
Cette église du Martolet, encore réparée et agrandie à diverses reprises, est démolie au XVIIe siècle après la construction de la basilique actuelle, qui est consacrée en 1627. Cette dernière est orientée nord-sud, et quelque peu écartée de la falaise voisine, ce qui la rend moins sujette aux dégâts dus aux chutes de rochers. Le grand incendie de 1693, qui ravage les bâtiments conventuels, épargne heureusement l’église ; celle-ci est aménagée et mise au goût du jour au courant du XVIIIe siècle. Elle subit aussi une rénovation complète, dans le goût de l’historicisme, à fin du XIXe siècle.
Puis, à nouveau, en 1933, lorsque l’architecte Adolphe Guyonnet cherche à lui redonner son caractère. Le 3 mars 1942, toutefois, un rocher se détache de la falaise et écrase le clocher roman qui, trois jours plus tard, s’abat sur la dernière travée de la nef.
L’architecte Claude Jaccottet est chargé de la restauration de l’édifice. Il reconstruit le clocher et le cloître, tous deux dans le style roman, et réédifie en partie la nef. Il construit aussi une salle d’exposition pour le trésor de l’abbaye. L’ensemble est consacré le 26 mai 1949.
L’église actuelle, à trois vaisseaux voûtés d’arêtes, comporte une nef centrale flanquée de bas-côtés, avec arcades à arcs brisés retombant sur de massives colonnes, réutilisant en partie celles d’églises plus anciennes. Chœur à abside polygonale. À l’est, chapelles latérales dédiées à saint Louis de France, à saint Nicolas de Flüe, saint Sébastien, au Calvaire, à saint Théodule, à saint Sigismond. Elles sont ornées de vitraux créés par Edmond Bille entre 1950 et 1956. Ailleurs, mosaïque de Paul Monnier, 1946.

## Clocher et carillon

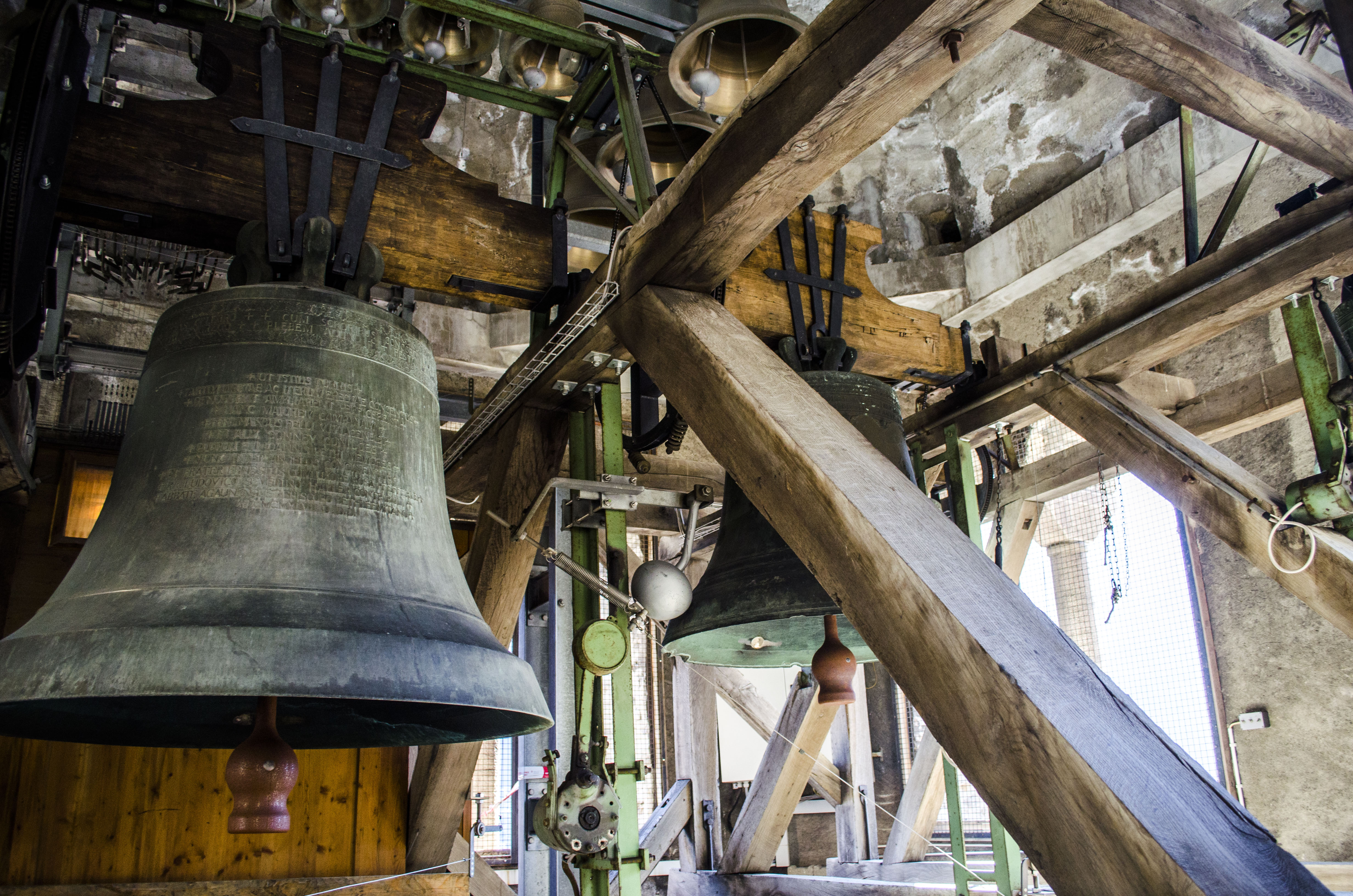
La Thébaine (cloche 2) et Maurice (cloche 3).

La tour romane qui se dresse derrière la basilique remonte au XIe siècle mais a été reconstruite vers 1946. Les archives témoignent de l’existence de cloches à partir du XIIIe siècle en tout cas. Il est possible qu'il y en ait eu avant déjà. Actuellement, les cloches de volée sont au nombre de neuf : huit dans la tour principale, et une neuvième dans le clocheton au-dessus du chœur.
En 1818, Pierre Dreffet et son neveu Marc Tréboux, fondeurs de cloches installés à Vevey fondent six cloches. Elles sont toujours en place aujourd'hui. Le 3 mars 1942, pourtant, un bloc de rocher détaché de la falaise détruit le haut du clocher et une partie de la basilique ; ce qui reste de la tour s'effondre quelques jours plus tard sous l'effet du foehn. Fort heureusement, les cloches n'ont pas trop souffert de leur chute. Le clocher - tout comme la basilique - sera reconstruit de 1946 à 1949 par l'architecte Claude Jaccottet. Les six cloches de volée seront réinstallées au dernier étage du clocher. Leur sonnerie sera ensuite électrifiée. En 1947, une grosse cloche sera fondue par la fonderie Rüestchi d'Aarau en Argovie. En 1998, la Fonderie Paccard de Sevrier près d'Annecy en France réalise à Nantes une cloche nommée "Peace Bell" de 33 tonnes pour les États-Unis, à l'époque plus grosse cloche du monde. Comme la fonderie réalisait une cloche en dehors de son atelier d'origine, elle a décidé de faire un essai en réalisant d'abord une cloche de quatre tonnes destinée à être détruite. Pour le jubilé de l'an 2000 l'Abbaye achète ce bourdon qu'elle baptisera Trinitas. Il sera installé un étage en dessous. Mais Trinitas se fêlera quelques années plus tard. Le bourdon sera alors renvoyé à Sévrier pour être refondu en 2010. Depuis, il est toujours fonctionnel dans le beffroi.

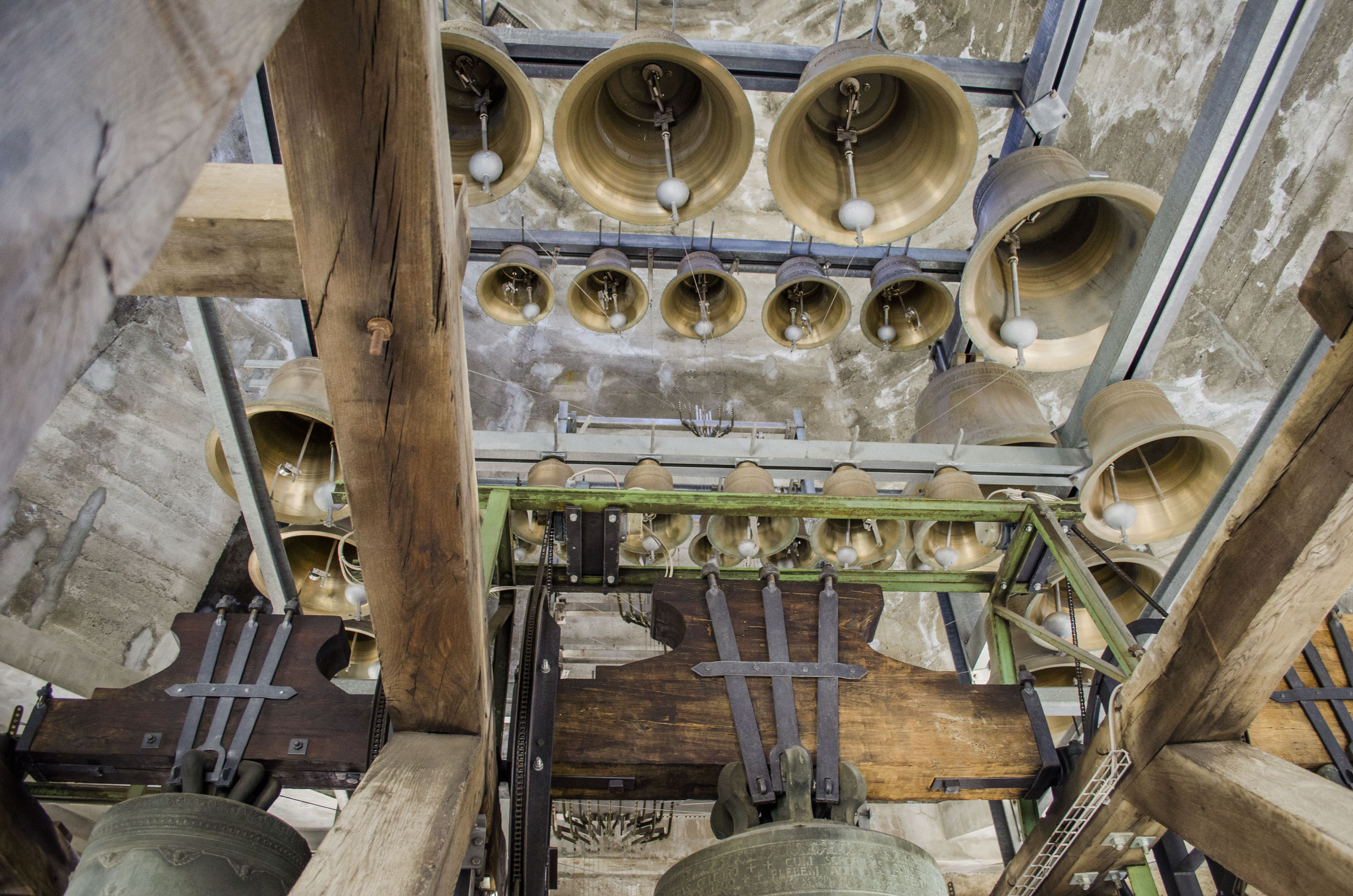
Quelques cloches du carillon

Chaque cloche étant équipée de marteaux électriques, et toutes accordées entre elles, elles peuvent carillonner, conformément aux traditions valaisannes, quelques airs religieux, utilisées pour des solennités ou des ritournelles.
Peu après l'installation du bourdon, l'abbaye lance un projet d'envergure : l'installation d'un carillon. Le projet fut au départ relativement modeste. Il prévoyait d'installer un instrument de trois octaves en se basant sur la plus grande cloche de 1818 et en utilisant toutes les cloches de volée en place. Une souscription fut alors lancée, et les dons affluaient, si bien que le projet a vite été porté à 49 cloches (quatre octaves) en utilisant les 4 grandes cloches de volée. En 2003, 45 cloches sont commandées à la fonderie Royal Eijsbouts aux Pays-Bas après un appel d'offres international. Elles seront livrées au printemps 2004. Elles seront solennellement bénies par Joseph Roduit le 20 juin 2004. Le 22 septembre suivant (fête de Saint Maurice) le carillon est officiellement inauguré par Arie Abbenes, carillonneur d'Utrecht aux Pays-Bas.

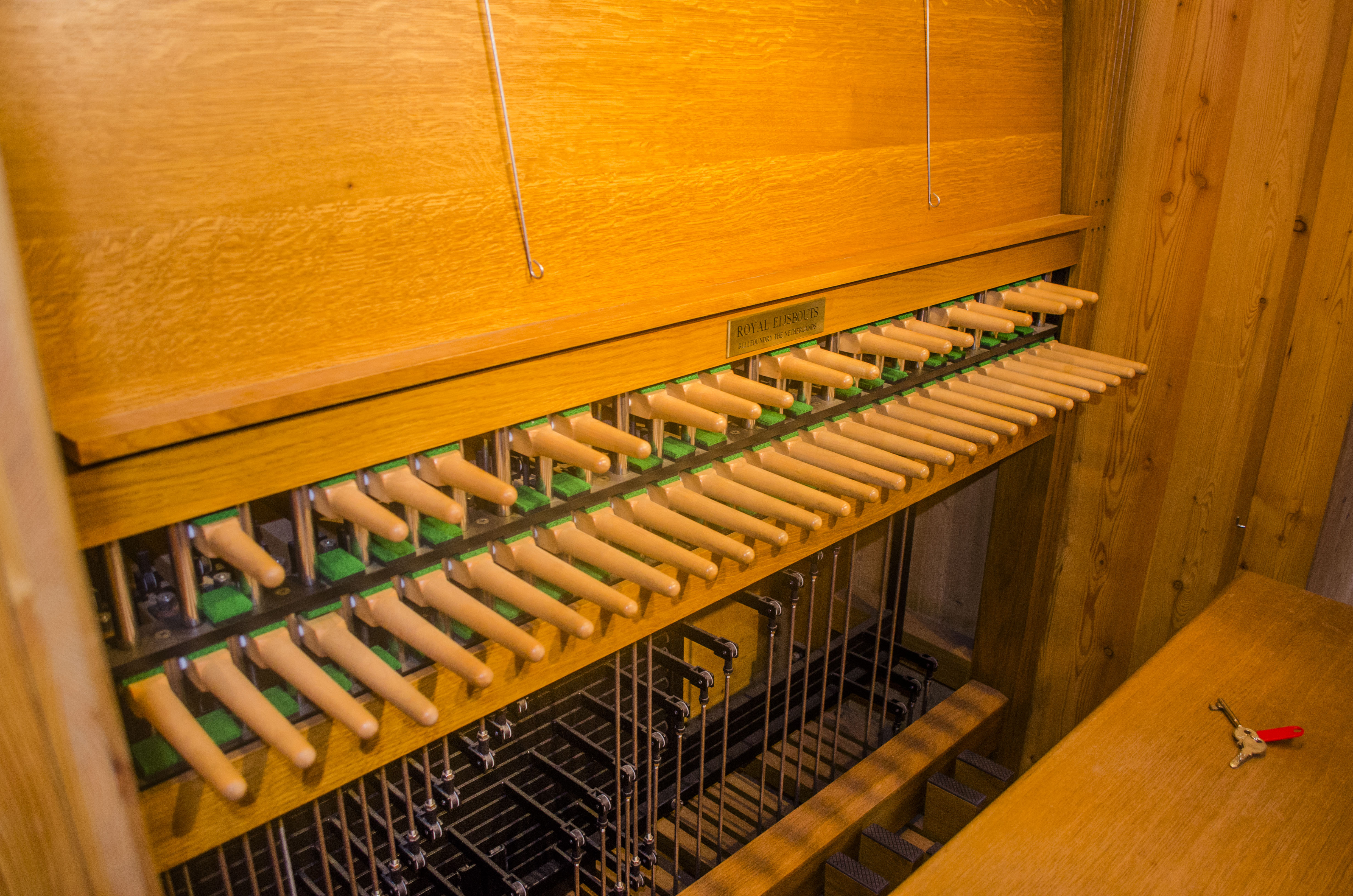
Le clavier du carillon de l'Abbaye.

Quelques années après l’inauguration de celui-ci, le bourdon sonnait faux : il était fêlé. Alors, le 18 mars 2010, la Fonderie Paccard effectue la coulée du nouveau bourdon, légèrement plus lourd que l'ancien : celui-ci fait 4 100 kilos. Il sera hissé a son emplacement, au dernier étage du clocher abbatial le 15 juillet suivant. Après moult essais, le bourdon peut se joindre à la grande volée de la Saint Maurice du 22 septembre. En 2017, le battant du bourdon (qui pèse environ 180 kilos) est remplacé. Il est transporté au clocher grâce à un hélicoptère. En 2012, les petites cloches de volées avaient déjà fait l'objet d'une restauration, les battants et la motorisation ont été changés.

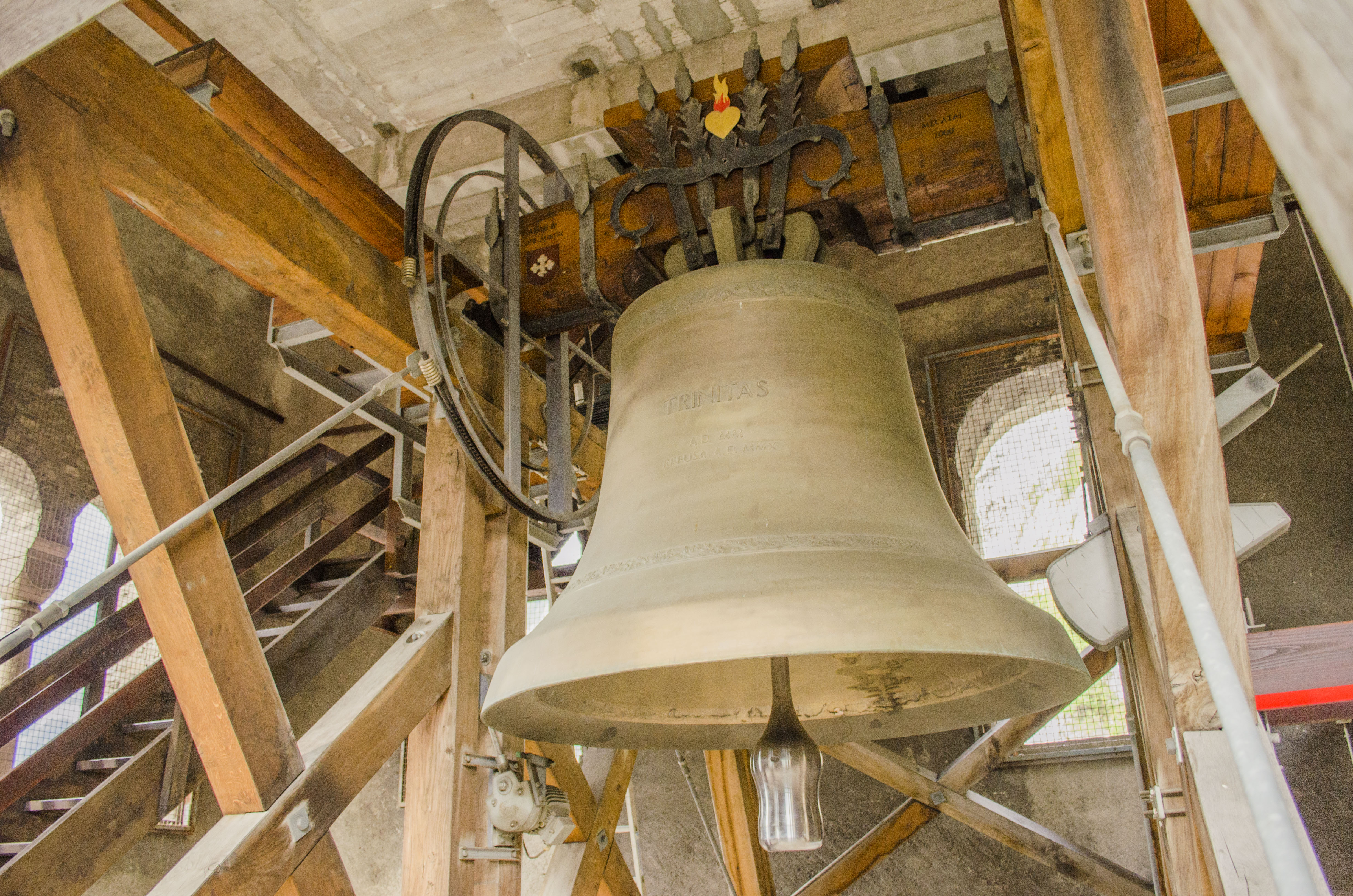
Le bourdon "Trinitas"

Caractéristiques techniques des neuf cloches de volée :
| Numéro | Nom                 | Fondeur(s)              | Année | Masse (KG) | Note        | Emplacement     |
| ------ | ------------------- | ----------------------- | ----- | ---------- | ----------- | --------------- |
| 1      | Trinitas            | Fonderie Paccard        | 2010  | 4 100      | Sol Dièse 2 | clocher étage 1 |
| 2      | Thébaine            | H. Rüestchi S.A.        | 1947  | 1 732      | Do Dièse 3  | clocher étage 2 |
| 3      | St Maurice          | P. Dreffet & M. Tréboux | 1818  | 920        | Mi 3        | clocher étage 2 |
| 4      | St Sigismond        | P. Dreffet & M. Tréboux | 1818  | 620        | Fa Dièse 3  | clocher étage 2 |
| 5      | St Augustin         | P. Dreffet & M. Tréboux | 1818  | 450        | Sol Dièse 3 | clocher étage 2 |
| 6      | St Théodule         | P. Dreffet & M. Tréboux | 1818  | 350        | La 3        | clocher étage 2 |
| 7      | Ste Marie-Madeleine | P. Dreffet & M. Tréboux | 1818  | 260        | Si 3        | clocher étage 2 |
| 8      | St Candide          | P. Dreffet & M. Tréboux | 1818  | 180        | Do Dièse 4  | clocher étage 2 |
| 9      | Marie-Élisabeth     | H. Rüestchi S.A.        | 1988  | 42         | Si 4        | clocheton       |

Le carillon, d'un poids de 14 tonnes, est composé de Trinitas (2010), Thébaine (1947), St Maurice et St Sigismond (1818) et de 45 cloches fondues en 2003-2004. Les nouvelles cloches (ré#3, fa3, sol3 à Do#7) ont un poids total de 6 800 kilos. Un agrandissement futur a été prévu : le clavier possède une pédale pour un si bémol grave de trois tonnes, environ.
Tessiture du carillon : sol#2 - do#3 ré#3 chromatique do#7.
Si les cloches de volée sonnent quotidiennement pour les célébrations religieuses selon un ordre de sonnerie établi, le carillon est joué lors des fêtes religieuses et pour des concerts ponctuels.
Le premier carillonneur de l'Abbaye fut le chanoine François Roten de 2004 à 2013. Antoine Cordoba est le carillonneur depuis 2015.

## Orgue de l'Abbatiale
La présence d'un orgue à l'Abbaye est attesté avec certitude dès le milieu du XVIIe siècle mais il fut détruit par un incendie le 23 février 1693. Il est remplacé et réalisé par le facteur d'orgue, Joseph Anderhalten qui réalisa également les orgues de l'abbaye d'Engelberg et de l'abbaye d'Einsiedeln. En 1890, l'orgue fut remplacé et un nouveau acheté aux facteurs d'orgues Karlen et Abey de Brigue (16 000 CHF). Celui-ci fut détruit par la chute d'un rocher le 3 mars 1942.
L'orgue actuel, construit après la guerre et inauguré le 25 juin 1950, grâce à la générosité de Céline Bugnion-Lagouarde, est un véritable chef-d'œuvre. Il est restauré entre 2022 et 2024 et compte actuellement cinq claviers et pédalier, 73 jeux réels et 5 000 tuyaux.

### Titulaires de l'instrument
- Chanoine Georges Athanasiadès (29 juin 1950 - août 2019)[19]
- Thomas Kientz, depuis septembre 2019[20]

## Galerie

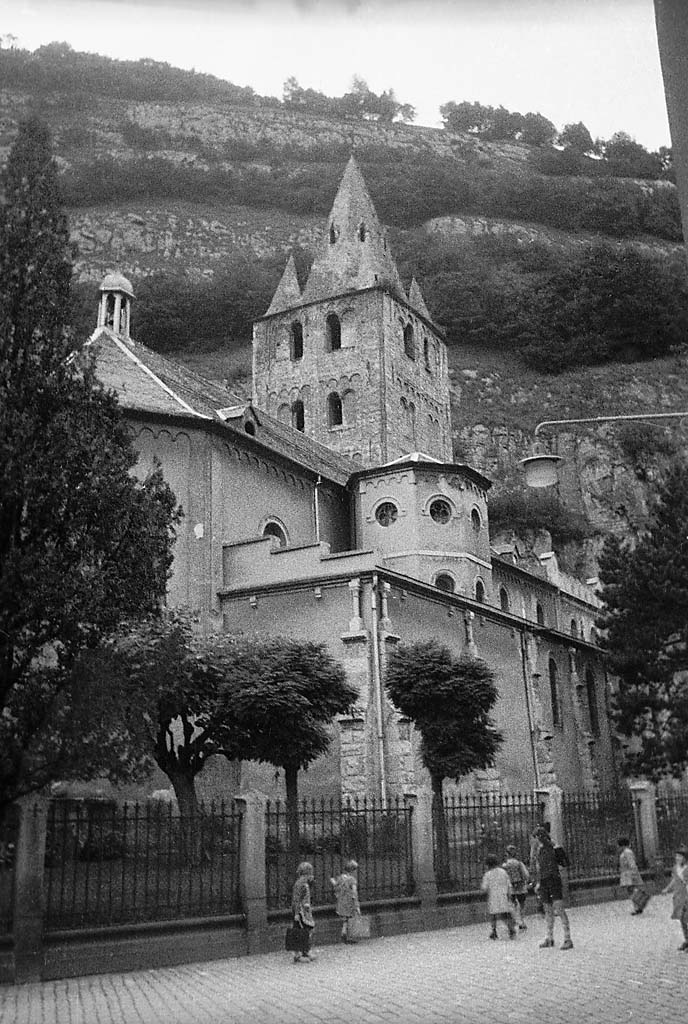
Église abbatiale en septembre 1935.
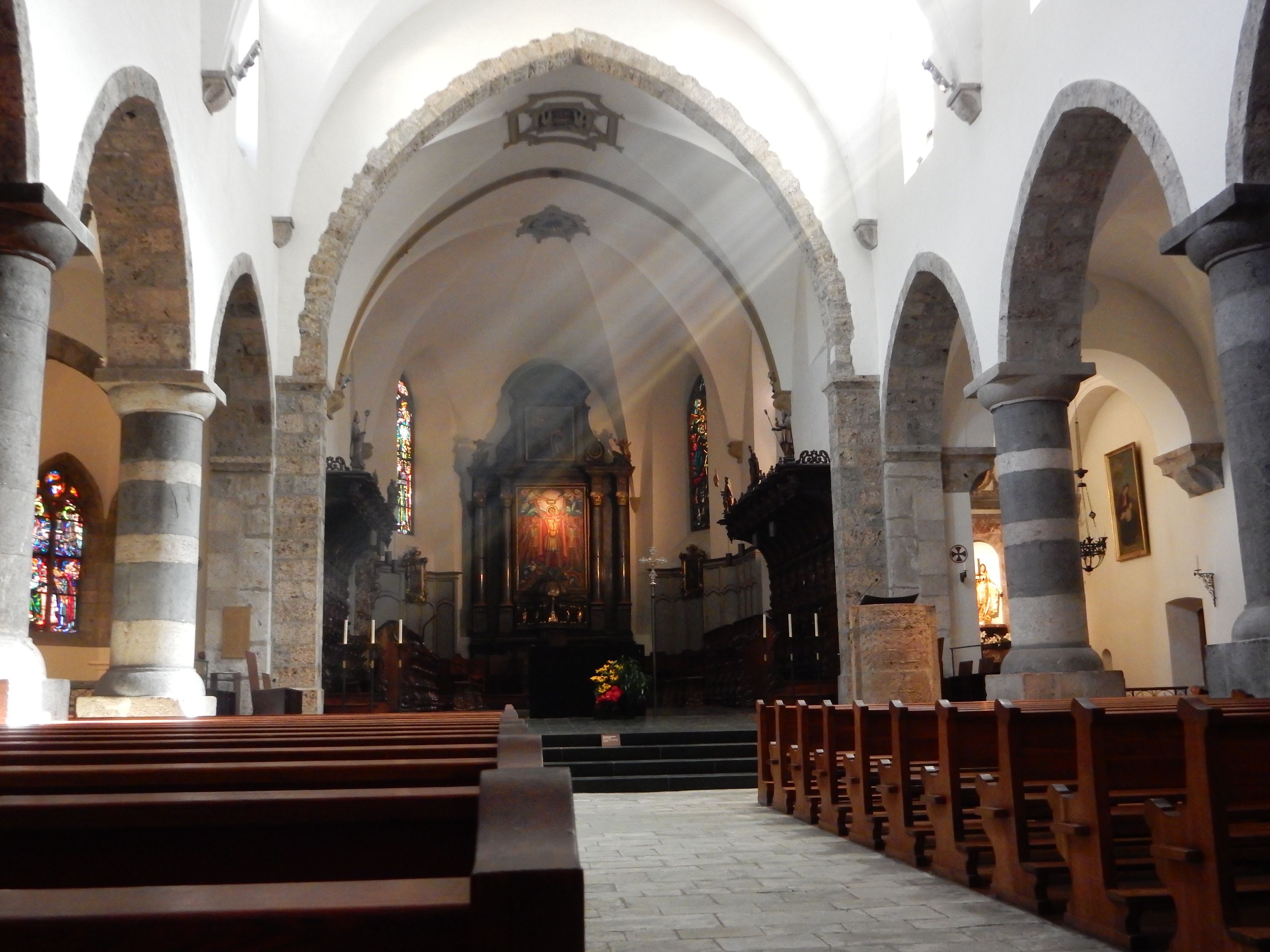
Vue en direction du chœur, avec maître-autel de 1727 par David Mathey-Doret, mosaïque 1919 par Maurice Denis.
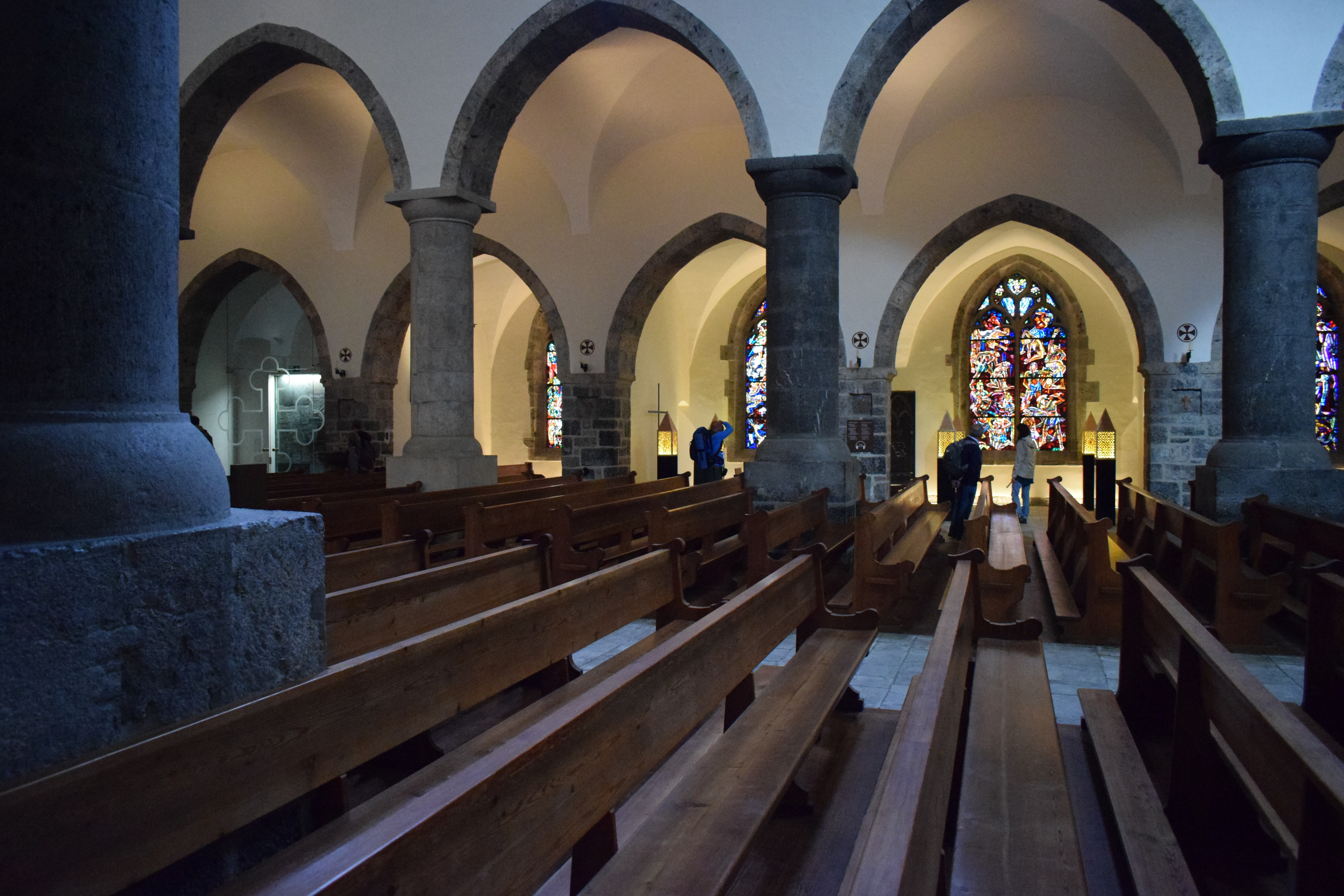
Vue en direction des chapelles.
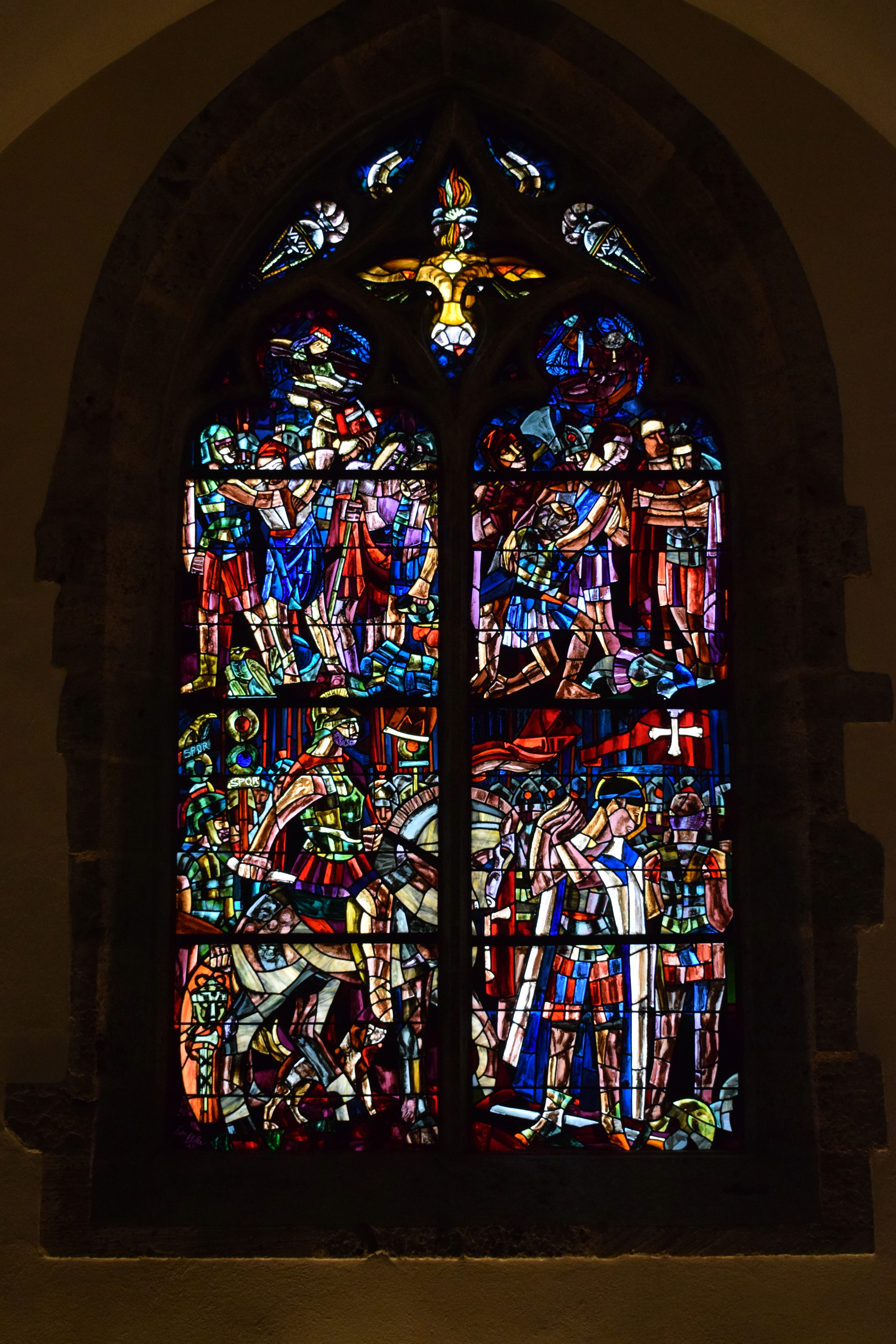
Vitrail de Saint-Maurice, par Edmond Bille, vers 1950.
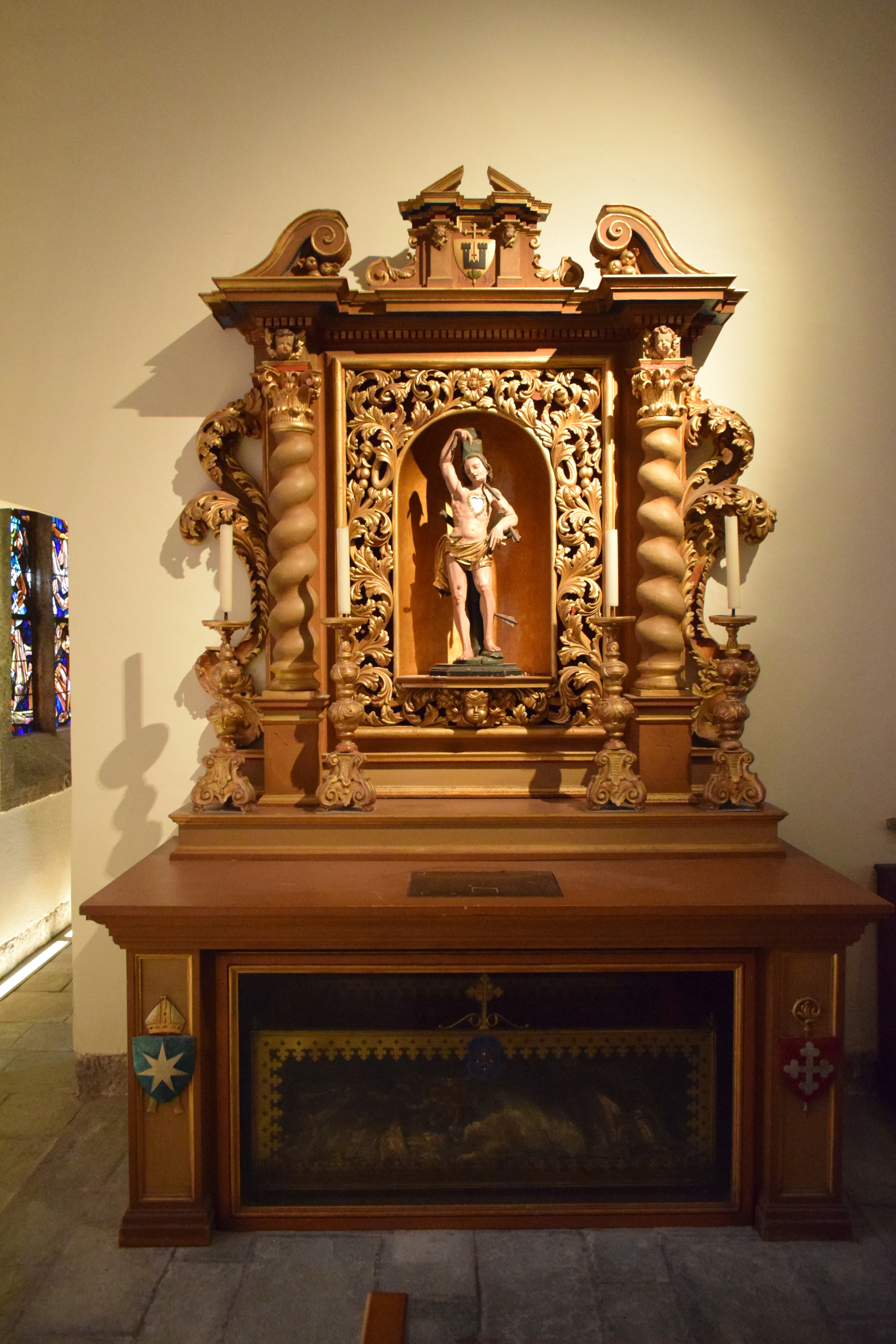
Autel Saint-Sébastien, vers 1700, attribuable à Johann Sigristen. Statue du saint plus ancienne, fin XVe siècle.
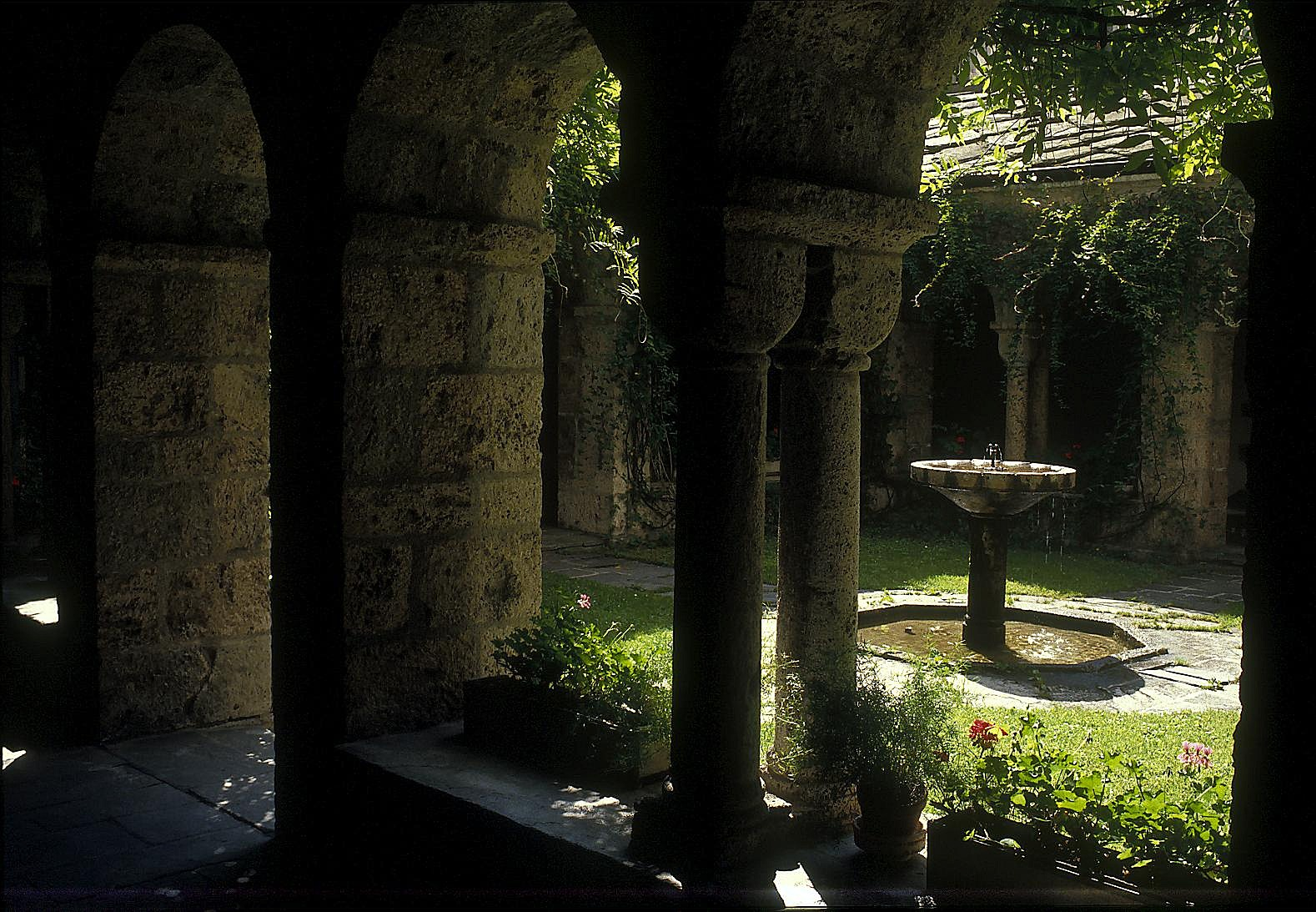
Cloître néoroman reconstruit en 1948 par l'architecte Claude Jaccottet